# 高雄龍膽
高雄龍膽（学名：Gentiana kaohsiungensis）为龍膽科龍膽屬下的一个种。

## 扩展阅读
- 維基物種上的相關：高雄龍膽